# Olympische Sommerspiele 1968/Teilnehmer (Japan)
| Gelbes Symbol für Goldmedaillen mit stilisierten Olympischen Ringen | Graues Symbol für Silbermedaillen mit stilisierten Olympischen Ringen | Braundes Symbol für Bronzemedaillen mit stilisierten Olympischen Ringen |
| ------------------------------------------------------------------- | --------------------------------------------------------------------- | ----------------------------------------------------------------------- |
| 11                                                                  | 7                                                                     | 7                                                                       |

Japan nahm an den Olympischen Sommerspielen 1968 in Mexiko-Stadt mit einer Delegation von 171 Athleten (146 Männer und 25 Frauen) an 97 Wettkämpfen in 18 Sportarten teil.
Die japanischen Sportler gewannen elf Gold-, sieben Silber- und sieben Bronzemedaillen, womit Japan den dritten Platz im Medaillenspiegel belegte. Erfolgreichster Teilnehmer war der Turner Akinori Nakayama, der vierfacher Olympiasieger wurde und je eine weitere Silber- und Bronzemedaille gewann. Fahnenträger bei der Eröffnungsfeier war der Turner Yukio Endō.

## Teilnehmer nach Sportarten

### Boxen
- Junji Watanabe
Halbfliegengewicht: in der 1. Runde ausgeschieden

- Tetsuaki Nakamura
Fliegengewicht: im Viertelfinale ausgeschieden

- Eiji Morioka
Bantamgewicht: Bronze

- Tadashi Okamoto
Federgewicht: in der 1. Runde ausgeschieden

### Fechten
Männer
- Heizaburō Ōkawa
Florett: 9. Platz
Florett Mannschaft: 7. Platz

- Kazuo Mano
Florett: 25. Platz
Florett Mannschaft: 7. Platz

- Fujio Shimizu
Florett: 25. Platz
Florett Mannschaft: 7. Platz

- Masaya Fukuda
Florett Mannschaft: 7. Platz

- Kazuhiko Wakasugi
Florett Mannschaft: 7. Platz

### Fußball
- Bronze 
Kunishige Kamamoto
Mitsuo Kamata
Hiroshi Katayama
Yasuyuki Kuwahara
Ikuo Matsumoto
Masakatsu Miyamoto
Teruki Miyamoto
Takaji Mori
Aritatsu Ogi
Ryūichi Sugiyama
Masashi Watanabe
Shigeo Yaegashi
Yoshitada Yamaguchi
Kenzō Yokoyama

### Gewichtheben
- Shirō Ichinoseki
Bantamgewicht: 5. Platz

- Yoshinobu Miyake
Federgewicht: Gold

- Yoshiyuki Miyake
Federgewicht: Bronze

- Nobuyuki Hatta
Leichtgewicht: 4. Platz

- Takeo Kimura
Leichtgewicht: 7. Platz

- Masushi Ōuchi
Mittelgewicht: Silber

- Sadahiro Miwa
Mittelgewicht: 10. Platz

### Hockey
Männer
- 13. Platz
Norihiko Matsumoto
Katsuhiro Yuzaki
Akio Takashima
Shigeo Kaoku
Tsuneya Yuzaki
Akio Kudo
Kyōichi Nagaya
Hiroshi Tanaka
Shōzō Nishimura
Masashi Onda
Minoru Yoshimura
Akihito Wada
Yukio Kamimura
Kazuo Kawamura

### Kanu
Männer
- Tetsumasa Yamaguchi
Einer-Canadier 1000 m: im Halbfinale ausgeschieden
Zweier-Canadier 1000 m: im Halbfinale ausgeschieden

- Nobuatsu Yoshino
Zweier-Canadier 1000 m: im Halbfinale ausgeschieden

### Leichtathletik
Männer
- Hideo Iijima
100 m: im Halbfinale ausgeschieden
4-mal-100-Meter-Staffel: im Vorlauf ausgeschieden

- Jun Nagai
800 m: im Vorlauf ausgeschieden

- Keisuke Sawaki
5000 m: im Vorlauf ausgeschieden
10.000 m: 28. Platz

- Tsugumichi Suzuki
10.000 m: 20. Platz

- Kenji Kimihara
Marathon: Silber

- Akio Usami
Marathon: 9. Platz

- Seiichirō Sasaki
Marathon: Rennen nicht beendet

- Kiyoo Yui
400 m Hürden: im Vorlauf ausgeschieden

- Nobuyoshi Miura
3000 m Hindernis: im Vorlauf ausgeschieden

- Taketsugu Saruwatari
3000 m Hindernis: im Vorlauf ausgeschieden

- Naoki Abe
4-mal-100-Meter-Staffel: im Vorlauf ausgeschieden
Weitsprung: 22. Platz

- Hiroomi Yamada
4-mal-100-Meter-Staffel: im Vorlauf ausgeschieden
Weitsprung: 10. Platz

- Shinji Ogura
4-mal-100-Meter-Staffel: im Vorlauf ausgeschieden
Weitsprung: 24. Platz

- Kazuo Saitō
20 km Gehen: Rennen nicht beendet
50 km Gehen: 17. Platz

- Kuniyoshi Sugioka
Hochsprung: 15. Platz

- Kiyoshi Niwa
Stabhochsprung: 11. Platz

- Yukito Muraki
Dreisprung: 19. Platz

- Takeo Sugawara
Hammerwurf: 4. Platz

- Yoshihisa Ishida
Hammerwurf: 13. Platz

### Moderner Fünfkampf
- Yūsō Makihira
Einzel: 14. Platz
Mannschaft: 7. Platz

- Katsuaki Tashiro
Einzel: 27. Platz
Mannschaft: 7. Platz

- Toshio Fukui
Einzel: 36. Platz
Mannschaft: 7. Platz

### Radsport
- Sanji Inoue
Bahn Sprint: in der 4. Runde ausgeschieden
Bahn 1000 m Zeitfahren: 19. Platz

### Reiten
- Tadashi Fukushima
Springreiten: 26. Platz
Springreiten Mannschaft: 14. Platz

- Masayasu Sugitani
Springreiten: 26. Platz
Springreiten Mannschaft: 14. Platz

- Yugo Araki
Springreiten: ausgeschieden
Springreiten Mannschaft: 14. Platz

- Mikio Chiba
Vielseitigkeit: ausgeschieden

### Ringen
- Shūichi Ishiguro
Fliegengewicht, griechisch-römisch: in der 2. Runde ausschieden

- Kōji Sakurama
Bantamgewicht, griechisch-römisch: 5. Platz

- Hideo Fujimoto
Federgewicht, griechisch-römisch: Silber

- Muneji Munemura
Leichtgewicht, griechisch-römisch: Gold

- Toshirō Tashiro
Weltergewicht, griechisch-römisch: in der 2. Runde ausschieden

- Kenjirō Hiraki
Mittelgewicht, griechisch-römisch: in der 2. Runde ausschieden

- Takeshi Nagao
Halbschwergewicht, griechisch-römisch: in der 3. Runde ausschieden

- Yorihide Isogai
Schwergewicht, griechisch-römisch: in der 2. Runde ausschieden
Schwergewicht, Freistil: in der 2. Runde ausschieden

- Shigeo Nakata
Fliegengewicht, Freistil: Gold

- Yōjirō Uetake
Bantamgewicht, Freistil: Gold

- Masaaki Kaneko
Federgewicht, Freistil: Gold

- Iwao Horiuchi
Leichtgewicht, Freistil: in der 5. Runde ausschieden

- Tatsuo Sasaki
Weltergewicht, Freistil: 5. Platz

- Shigeru Endō
Mittelgewicht, Freistil: in der 4. Runde ausschieden

- Shunichi Kawano
Halbschwergewicht, Freistil: in der 3. Runde ausschieden

### Rudern
Männer
- Tsugio Itō
Einer: im Viertelfinale ausgeschieden

- Masatoshi Shimizu
Achter mit Steuermann: 12. Platz

- Tomio Murai
Achter mit Steuermann: 12. Platz

- Tadamasa Katō
Achter mit Steuermann: 12. Platz

- Shigeru Miyagawa
Achter mit Steuermann: 12. Platz

- Fumio Nakata
Achter mit Steuermann: 12. Platz

- Jūjirō Tanaka
Achter mit Steuermann: 12. Platz

- Toshi Fukumasu
Achter mit Steuermann: 12. Platz

- Yoshinori Arai
Achter mit Steuermann: 12. Platz

- Katsumi Yamamoto
Achter mit Steuermann: 12. Platz

### Schießen
- Takeo Kamachi
Schnellfeuerpistole 25 m: 12. Platz

- Makoto Shiraishi
Schnellfeuerpistole 25 m: 23. Platz

- Yoshihisa Yoshikawa
Freie Pistole 50 m: 17. Platz

- Shigeto Kusunoki
Freie Pistole 50 m: 50. Platz

- Hiromu Sekine
Kleinkalibergewehr liegend 50 m: 60. Platz

- Shigemi Saitō
Kleinkalibergewehr liegend 50 m: 84. Platz

### Schwimmen
Männer
- Kunihiro Iwasaki
100 m Freistil: im Halbfinale ausgeschieden
200 m Freistil: im Vorlauf ausgeschieden
4-mal-100-Meter-Freistil-Staffel: 8. Platz
4-mal-200-Meter-Freistil-Staffel: im Vorlauf ausgeschieden
4-mal-100-Meter-Lagen-Staffel: 5. Platz

- Masayuki Ōsawa
100 m Freistil: im Vorlauf ausgeschieden
4-mal-100-Meter-Freistil-Staffel: 8. Platz

- Noboru Waseda
200 m Freistil: im Vorlauf ausgeschieden
4-mal-200-Meter-Freistil-Staffel: im Vorlauf ausgeschieden

- Satoru Nakano
200 m Freistil: im Vorlauf ausgeschieden
4-mal-100-Meter-Freistil-Staffel: 8. Platz
4-mal-200-Meter-Freistil-Staffel: im Vorlauf ausgeschieden

- Katsuji Itō
1500 m Freistil: im Vorlauf ausgeschieden

- Teruhiko Kitani
4-mal-100-Meter-Freistil-Staffel: 8. Platz
4-mal-200-Meter-Freistil-Staffel: im Vorlauf ausgeschieden

- Kishio Tanaka
100 m Rücken: im Vorlauf ausgeschieden
4-mal-100-Meter-Lagen-Staffel: 5. Platz

- Osamu Tsurumine
100 m Brust: im Halbfinale ausgeschieden
200 m Brust: 8. Platz

- Nobutaka Taguchi
100 m Brust: im Halbfinale ausgeschieden
200 m Brust: im Halbfinale ausgeschieden
4-mal-100-Meter-Lagen-Staffel: 5. Platz

- Satoshi Maruya
100 m Schmetterling: 5. Platz
200 m Schmetterling: im Halbfinale ausgeschieden
4-mal-100-Meter-Lagen-Staffel: 5. Platz

- Yasuo Takada
100 m Schmetterling: im Vorlauf ausgeschieden
200 m Schmetterling: im Vorlauf ausgeschieden

Frauen
- Shigeko Kawanishi
100 m Freistil: im Halbfinale ausgeschieden
4-mal-100-Meter-Freistil-Staffel: 6. Platz

- Miwako Kobayashi
100 m Freistil: im Vorlauf ausgeschieden
4-mal-100-Meter-Freistil-Staffel: 6. Platz
4-mal-100-Meter-Lagen-Staffel: im Vorlauf ausgeschieden

- Yoshimi Nishigawa
200 m Brust: im Vorlauf ausgeschieden
200 m Lagen: 5. Platz
4-mal-100-Meter-Freistil-Staffel: 6. Platz

- Yasuko Fujii
100 m Schmetterling: im Halbfinale ausgeschieden
200 m Schmetterling: 8. Platz
4-mal-100-Meter-Freistil-Staffel: 6. Platz
4-mal-100-Meter-Lagen-Staffel: im Vorlauf ausgeschieden

- Yumiko Ono
4-mal-100-Meter-Freistil-Staffel: 6. Platz

- Yukiko Gōshi
100 m Rücken: im Halbfinale ausgeschieden
4-mal-100-Meter-Lagen-Staffel: im Vorlauf ausgeschieden

- Kiyoe Nakagawa
100 m Brust: 6. Platz
4-mal-100-Meter-Lagen-Staffel: im Vorlauf ausgeschieden

- Yukari Takemoto
100 m Brust: im Vorlauf ausgeschieden
200 m Brust: im Vorlauf ausgeschieden

- Chieno Shibata
200 m Brust: 7. Platz

### Turnen
Männer
- Sawao Katō
Einzelmehrkampf: Gold 
Boden: Gold 
Pferdsprung: 5. Platz in der Qualifikation[1]
Barren: 3. Platz in der Qualifikation[1]
Reck: 3. Platz in der Qualifikation[1]
Ringe: Bronze 
Seitpferd: 8. Platz
Mannschaftsmehrkampf: Gold

- Akinori Nakayama
Einzelmehrkampf: Bronze 
Boden: Silber 
Pferdsprung: 5. Platz
Barren: Gold 
Reck: Gold 
Ringe: Gold 
Seitpferd: 12. Platz
Mannschaftsmehrkampf: Gold

- Eizō Kenmotsu
Einzelmehrkampf: 4. Platz
Boden: 6. Platz
Pferdsprung: 6. Platz
Barren: 5. Platz
Reck: Bronze 
Ringe: 7. Platz
Seitpferd: 5. Platz
Mannschaftsmehrkampf: Gold

- Takeshi Katō
Einzelmehrkampf: 5. Platz
Boden: Bronze 
Pferdsprung: 4. Platz
Barren: 4. Platz
Reck: 11. Platz
Ringe: 5. Platz
Seitpferd: 20. Platz
Mannschaftsmehrkampf: Gold

- Yukio Endō
Einzelmehrkampf: 8. Platz
Boden: 11. Platz
Pferdsprung: Silber 
Barren: 9. Platz
Reck: 6. Platz
Ringe: 8. Platz
Seitpferd: 26. Platz
Mannschaftsmehrkampf: Gold

- Mitsuo Tsukahara
Einzelmehrkampf: 18. Platz
Boden: 4. Platz
Pferdsprung: 27. Platz
Barren: 74. Platz
Reck: 11. Platz
Ringe: 4. Platz
Seitpferd: 53. Platz
Mannschaftsmehrkampf: Gold

Frauen
- Kazue Hanyū
Einzelmehrkampf: 13. Platz
Boden: 24. Platz
Pferdsprung: 17. Platz
Stufenbarren: 7. Platz
Schwebebalken: 16. Platz
Mannschaftsmehrkampf: 4. Platz

- Miyuki Matsuhisa
Einzelmehrkampf: 17. Platz
Boden: 14. Platz
Pferdsprung: 12. Platz
Stufenbarren: 39. Platz
Schwebebalken: 9. Platz
Mannschaftsmehrkampf: 4. Platz

- Taniko Nakamura-Mitsukuri
Einzelmehrkampf: 18. Platz
Boden: 14. Platz
Pferdsprung: 31. Platz
Stufenbarren: 7. Platz
Schwebebalken: 23. Platz
Mannschaftsmehrkampf: 4. Platz

- Chieko Oda
Einzelmehrkampf: 19. Platz
Boden: 14. Platz
Pferdsprung: 17. Platz
Stufenbarren: 20. Platz
Schwebebalken: 30. Platz
Mannschaftsmehrkampf: 4. Platz

- Mitsuko Kandori
Einzelmehrkampf: 22. Platz
Boden: 27. Platz
Pferdsprung: 20. Platz
Stufenbarren: 21. Platz
Schwebebalken: 23. Platz
Mannschaftsmehrkampf: 4. Platz

- Kayoko Hashiguchi-Saka
Einzelmehrkampf: 33. Platz
Boden: 17. Platz
Pferdsprung: 29. Platz
Stufenbarren: 68. Platz
Schwebebalken: 23. Platz
Mannschaftsmehrkampf: 4. Platz

### Volleyball
Männer
- Silber 
Masayuki Minami
Katsutoshi Nekoda
Mamoru Shiragami
Isao Koizumi
Kenji Kimura
Yasuaki Mitsumori
Jungo Morita
Tadayoshi Yokota
Seiji Ōko
Tetsuo Satō
Kenji Shimaoka

Frauen
- Silber 
Setsuko Yoshida
Suzue Takayama
Toyoko Iwahara
Yukiyo Kojima
Sachiko Fukunaka
Kunie Shishikura
Setsuko Inoue
Sumie Oinuma
Keiko Hama

### Wasserball
- 12. Platz
Tetsunosuke Ishii
Hirokatsu Kuwayama
Kōji Nakano
Shūzō Yajima
Shigeharu Kuwabara
Haruo Satō
Kazuya Takeuchi
Kunio Yonehara
Seiya Sakamoto

### Wasserspringen
Männer
- Junji Yuasa
3 m Kunstspringen: 18. Platz
10 m Turmspringen: 23. Platz

- Toshio Otsubo
10 m Turmspringen: 24. Platz

- Yōsuke Arimitsu
10 m Turmspringen: 26. Platz

Frauen
- Keiko Osaki-Otsubo
10 m Turmspringen: 7. Platz